# Maltheba flexilis
Maltheba flexilis là một loài bọ cánh cứng trong họ Cerambycidae.